# 라빠
라빠(L'Appat, The Bait, Fresh Bait)는 프랑스에서 제작된 베르트랑 타베르니에 감독의 1995년 범죄, 드라마 영화이다. 마리 질랭 등이 주연으로 출연하였고 프레더릭 보부론 등이 제작에 참여하였다.
1990년 책 The Bait에 기반을 두며 1984년 일어난 실제 사건에 기반을 둔다.
제45회 베를린 국제 영화제에서 황금곰상을 받았다.

## 출연

### 주연
- 마리 질랭
- 올리비에 시트럭
- 브루노 푸트줄루
- 리샤르 베리

### 조연
- 필립 뒤클로
- 마리 라벨
- 클로틸드 쿠로
- 장 루이 리샤르
- 크리스토퍼 오덴트
- 장 폴 코머
- 필립 헬리스
- 잭키 네르세시앙
- 알랭 사르드
- 다니엘 루소
- 필립 토레톤
- 프랑수와 벨레앙

## 제작진
- 미술: 에밀 기고